# ألفرد ويلكس
ألفرد ويلكس (بالإنجليزية: Alfred Wilkes)‏ (15 نوفمبر 1922 في أستراليا - 27 أغسطس 1998 في أستراليا) هو لاعب كريكت أسترالي. لعب مع فريق تسمانيا للكريكت.

## وصلات خارجية
- ألفرد ويلكس على موقع إي آس بي آن كريك إنفو (الإنجليزية)